# Monolito di Scullin
Il monolito di Scullin è un monolito a forma di mezzaluna fronteggiante il mare, posto 6 km a ovest del simile monolito di Murray e 8 km dal Monte Torlyn, nella Terra di Mac. Robertson, in Antartide.
Fu individuato per la prima volta nel gennaio 1930 durante un volo aereo nel corso della Spedizione BANZARE, una spedizione di ricerca antartica condotta in comune da britannici, australiani e neozelandesi e guidata dall'esploratore Douglas Mawson. Mawson pose poi piede sul monolito il 13 febbraio 1931 e ne assegnò il nome in onore di James Scullin, Primo ministro dell'Australia nel periodo 1929-31.
La formazione rocciosa fu cartografata nel gennaio e febbraio 1931 da alcune navi baleniere norvegesi che esploravano la costa e denominata "Monte Klarius Mikkelsen", dal nome del capitano Klarius Mikkelsen che comandava la nave Torlyn. Oggi il nome di Picco Mikkelsen è assegnato al picco più alto del monolito.

## Conservazione
Dal momento che non è coperto di neve o ghiacci, il monolito di Scullin è un importante sito di riproduzione degli uccelli marini, in particolare delle procellarie. Considerati assieme, nei due monoliti contigui di Scullin e Murray si trova la più alta concentrazione di uccelli marini dell'Antartico orientale, che comprende almeno 160 000 coppie di petrello antartico e 70 000 coppie di pinguini della specie pigoscelide di Adelia. Queste specie sono protette dal Trattato Antartico e il sito è stato designato Area Specialmente Protetta dell'Antartide (ASPA N. 164).